# Nagy Krisztián (jégkorongozó)
Nagy Krisztián (Budapest, 1994. július 28. –) magyar válogatott jégkorongozó, csatár.

## Pályafutása

### Klubcsapatban
Nagy Krisztián a MAC-Népstadion Budapestben kezdte pályafutását. Tizenöt éves korában igazolt az Újpesthez, ahol az ifjúsági csapatokban szerepelt. 2010-ben két évre Finnországba igazolt, ahol előbb a TuTo Hockey, majd a Kalevan Pallo játékosa lett. A 2012-2013-as szezont a MOL-ligában szereplő Miskolci Jegesmedvék JSE csapatánál töltötte, majd az Egyesült Államokba igazolt, ahol a Minot Minotaurosszal az észak-amerikai junior jégkorong ligában szerepelt. Ezt követően visszatért Miskolcra, és a Miskolci Jegesmedvékkel megnyerte a MOL-liga 2015-ös bajnoki címét. 2015 nyarán a MAC Budapesthez szerződött. 2017 nyarán szerződését meghosszabbította. 2021 nyarán a finn másodosztályú SaPKo játékosa lett.

### A válogatottban
A magyar válogatott tagjaként részt vett a 2015-ös és 2018-as divízió I-es, valamint a 2016-os A-csoportos világbajnokságon.